# Groslay
Groslay ist eine französische Gemeinde mit 8378 Einwohnern (Stand 1. Januar 2022) im Département Val-d’Oise in der Region Île-de-France. Die Bewohner nennen sich Groslaysiens bzw. Groslaysiennes.

## Geografie
Die Gemeinde Groslay befindet sich 15 Kilometer nördlich von Paris.
Nachbargemeinden von Groslay sind Montmorency im Westen, Saint-Brice-sous-Forêt im Norden, Sarcelles im Osten, Montmagny im Süden sowie Deuil-la-Barre im Südwesten.
Groslay ist durch die Eisenbahnlinie H mit Paris verbunden.

## Geschichte
Groslay  wird erstmals 862 urkundlich überliefert, als der Abtei Saint-Denis ein Weinberg im Ort übertragen wurde. Der erste Grundherr war Odon oder Éudes de Groslay Ende des 11. Jahrhunderts. Ab dem 13. Jahrhundert gehörte das Dorf der Familie Montmorency.

## Bevölkerungsentwicklung
| Jahr      | 1962 | 1968 | 1975 | 1982 | 1990 | 1999 | 2006 | 2017 |
| --------- | ---- | ---- | ---- | ---- | ---- | ---- | ---- | ---- |
| Einwohner | 4744 | 5442 | 5196 | 4914 | 5910 | 7385 | 8011 | 8878 |

## Sehenswürdigkeiten
- Pfarrkirche Saint-Martin (Monument historique), erbaut im 12. Jahrhundert (siehe auch: Wurzel-Jesse-Fenster)[1]

## Gemeindepartnerschaften
- seit 1987 mit Schemmerhofen im Landkreis Biberach